# Boothita
La boothita és un mineral de la classe dels sulfats que pertany al grup de la melanterita. Rep el seu nom en honor de Edward Booth (1857-1917), químic a la Universitat de Califòrnia.

## Característiques
La boothita és un sulfat de fórmula química CuSO₄(H₂O)₆·H₂O. Cristal·litza en el sistema monoclínic. Els cristalls són molt rars, complexos, típicament fibrosos o cristal·lins massiu. La seva duresa a l'escala de Mohs és d'entre 2 i 2,5.
Segons la classificació de Nickel-Strunz, la boothita pertany a «07.CB: Sulfats (selenats, etc.) sense anions addicionals, amb H₂O, amb cations de mida mitjana» juntament amb els següents minerals: dwornikita, gunningita, kieserita, poitevinita, szmikita, szomolnokita, cobaltkieserita, sanderita, bonattita, aplowita, boyleïta, ilesita, rozenita, starkeyita, drobecita, cranswickita, calcantita, jôkokuïta, pentahidrita, sideròtil, bianchita, chvaleticeïta, ferrohexahidrita, hexahidrita, moorhouseïta, niquelhexahidrita, bieberita, retgersita, mal·lardita, melanterita, zincmelanterita, alpersita, epsomita, goslarita, morenosita, alunògen, metaalunògen, aluminocoquimbita, coquimbita, paracoquimbita, romboclasa, kornelita, quenstedtita, lausenita, lishizhenita, römerita, ransomita, apjohnita, bilinita, dietrichita, halotriquita, pickeringita, redingtonita, wupatkiïta i meridianiïta.

## Formació i jaciments
La boothita va ser descoberta a la mina Alma, a Leona Heights (Califòrnia, Estats Units) com a producte d'alteració de la calcopirita i associada a calcantita, melanterita i pisanita. També ha estat descrita a altres indrets de Califòrnia i als estats nord-americans d'Arizona, Massachusetts, Montana, Nevada i Utah. Fora dels EUA ha estat descrita a Austràlia, França, Itàlia, Noruega, Rússia i Xile.